# Lior Eliyahu
Lior Eliyahu (nacido el 9 de septiembre de 1985 en Ramat Gan) es un exjugador de baloncesto israelíque disputó 17 temporadas como profesional, todas menos una en la liga de su país. Con 2,07 metros de altura, jugaba en la posición de ala-pívot .

## Trayectoria deportiva
Comenzó jugando en las categorías inferiores del equipo de su ciudad, el Ironi Ramat Gan, de donde pasó a jugar en el Hapoel Galil Elyon en 2003. Tras tres temporadas, en las que promedió 11,6 puntos y 4,7 rebotes por partido, decidió presentarse al Draft de la NBA de 2006, donde fue elegido en el puesto 44 por los Orlando Magic, quienes traspasaron sus derechos a Houston Rockets a cambio de dinero.
Sin embargo, acabó fichando por el Maccabi Tel Aviv, con quienes ganó la Ligat Winner en 2008. En la temporada 2008-2009 fue elegido como mejor jugador de la euroliga del mes de diciembre, en un torneo en el que promedió 14,0 puntos y 6,6 rebotes por encuentro.
En junio de 2009 ficha por el TAU Cerámica por tres temporadas. Tras culminar la primera de ellas consiguiendo alzarse con el título de campeón de la liga ACB aportando al equipo 5,32 puntos de media en 28 partidos jugados, a finales de agosto de 2010 se confirma la rescisión de su contrato y su vuelta al Maccabi Tel Aviv.
Nunca ha jugado en la NBA pese a que fue elegido en el puesto número 44 del draft NBA 2006 por los Orlando Magic, traspasándoselos estos a los Houston Rockets a cambio de dinero.
Sus derechos llegaron en junio de 2012 a los Minnesota Timberwolves junto con Chase Budinger recibiendo a cambio los Houston Rockets la elección número 18 de primera ronda de ese mismo draft.